# Gynoplistia zaluscodes
Gynoplistia zaluscodes är en tvåvingeart som först beskrevs av Alexander 1922.  Gynoplistia zaluscodes ingår i släktet Gynoplistia och familjen småharkrankar. Inga underarter finns listade i Catalogue of Life.